# Huy chương Glenn T. Seaborg
Huy chương Glenn T. Seaborg là một giải thưởng hàng năm của Phân khoa Hóa học và Hóa sinh Đại học California tại Los Angeles trao hàng năm cho những người có đóng góp khoa học đặc biệt trong lãnh vực Hóa học và Hóa sinh.
Huy chương được trao lần đầu năm 1987 cho  giáo sư Glenn T. Seaborg, một cựu sinh viên của đại học California tại Los Angeles, người đã đoạt giải Nobel Hóa học.
Người đoạt Huy chương Glenn T. Seaborg do một Ủy ban chấp hành của Phân khoa Hóa học và Hóa sinh Đại học California tại Los Angeles tuyển chọn.

## Các người đoạt Huy chương
- Glenn T. Seaborg, 1987
- Warren W. Kaeding, 1988
- Donald J. Cram, 1989
- George Gregory, 1990
- John D. Roberts, 1991
- Ralph H. Bauer, 1992
- R. Bruce Merrifield, 1993
- George S. Hammond, 1994
- George B. Rathmann, 1995
- Mary L. Good, 1996
- M. Fredrick Hawthorne, 1997
- Paul D. Boyer, 1998
- John P. McTague, 1999
- Daniel E. Koshland, Jr., 2000
- James B. Peter, 2001
- Richard E. Smalley, 2002
- Ad Bax và Alexander Pines, 2003
- David Eisenberg, 2004
- Ronald M. Evans, 2005
- David A. Evans, 2006
- R. Stanley Williams, 2007
- Joan Selverstone Valentine, 2008
- Mostafa A. El-Sayed, 2009
- Robert Tjian, 2010
- Richard F. Heck, 2011
- Harold Varmus, 2012
- Kendall N. Houk, 2013
- Fred Wudl, 2014